# Niemierza z Gawarca
Niemierza z Gawarca herbu Nałęcz (żył na przełomie XIV i XV wieku) – polski rycerz, protoplasta rodów szlacheckich herbu Nałęcz na Kujawach i Mazowszu.

## Życiorys
Niemierza wywodził się z klanu rodu Nałęczów posiadających dobra ziemskie na Kujawach i Mazowszu. Jego ojcem był Mikołaj Żołna z Przywieczerzyna, który pełnił urząd skarbnika brzeskiego na Kujawach między 1407 r. i 1414 r. Niemierza używał przydomka Żołnic lub Żołna odziedziczonego po ojcu.
Niemierza był żonaty dwukrotnie. Z pierwszego małżeństwa Niemierza miał pięciu synów: Wincentego i Mikołaja jako sukcesorów dóbr na Kujawach oraz występujących na Mazowszu: Stanisława, Więcława i Nałęcza. Drugą żoną Niemierzy była Katarzyna, córka Piotra Dzieweczki herbu Lubicz z Kanigowa. W 1456 r. wymieniany jest Andrzej, jako syn Niemierzy z Gawarca, duchowny diecezji płockiej, student Uniwersytetu Krakowskiego.
Niemierza posiadał dziedziczne dobra ziemskie na Kujawach (Przywieczerzyn) i Mazowszu (Gawarzec). W trakcie swojego życia Niemierza pozyskał dobra ziemskie na Mazowszu w Piegłowie, Pozarzynie i Chomętowie. Natomiast jego synowie występujący na Mazowszu: Stanisław, Więcław i Nałęcz pozyskali dobra w Tańsku, Uniecku i na terenie parafii w Przasnyszu, gdzie została założona osada nazwana Nałęcze. W XV wieku Niemierza i jego synowie dali początek rodom herbu Nałęcz: Gawareckich, Nałęczów, Piegłowskich, Przywieczerzyńskich, Tańskich, Unieckich (w niektórych przypadkach nie byli oni wyłącznymi protoplastami tych rodów).